# Coelosia pygophora
Coelosia pygophora är en tvåvingeart som beskrevs av Daniel William Coquillett 1904. Coelosia pygophora ingår i släktet Coelosia och familjen svampmyggor.
Artens utbredningsområde är Oregon. Inga underarter finns listade i Catalogue of Life.